# Vince Ector
Vincent „Vince“ Ector (* 5. Juli 1965) ist ein US-amerikanischer Jazzmusiker (Schlagzeug) des Modern Jazz.

## Leben und Wirken
Ector, der aus Philadelphia stammt, hatte ab neun Jahren Musikunterricht und besuchte  die Musikschule GAMP in Philadelphia, was ihm ermöglichte schon während der Junior High School an der Temple University zu studieren. Anschließend studierte er an der University of Pennsylvania; daneben hatte er Unterricht bei Mickey Roker, Ralph Peterson und Armand Santarelli. Er verpflichtete sich als Zeitsoldat zu einem Militärdienst und spielte sechs Jahre als Perkussionist bei der United States Army Band. Erste Aufnahmen entstanden 1994 mit Charles Earland (Ready 'N Able). Im Laufe seiner bisherigen Karriere spielte er u. a. mit Freddie Hubbard, Randy Weston, James Moody, Slide Hampton, Jimmy Heath, Gloria Lynne, Bobby Watson, Lou Donaldson, Grover Washington Jr., Dr. Lonnie Smith, Ron Carter, Claudio Roditi, John Lee, Melvin Sparks und Shirley Scott. 2006 legte er das Album  Renewal of the Spirit vor. Er produzierte außerdem ein Tributalbum für Charles Earland bei High Note Records (Keepers of the Flame. 2002). Im Bereich des Jazz war er zwischen 1997 und 2017 an 36 Aufnahmesessions beteiligt, u. a. auch mit Craig Bailey, Onaje Allan Gumbs, Sharel Cassity, Giacomo Gates, Amos Hoffman, James Weidman, Bob DeVos, zuletzt mit Houston Person.
Gegenwärtig (2019) leitet er das Organatomy Trio, dem Bruce Williams, Pat Bianchi und Paul Bollenback angehören. Ector unterrichtete an der Universität der Künste in Philadelphia, Lincoln University und leitet gegenwärtig das gemeinnützige pädagogische Programm Arts for Kids Inc. Er war auch Artist in Residence für das Manhattan New Music Project und Arts Horizons Inc. in Englewood, New Jersey.

## Diskographische Hinweise
- Rhythm Master (Blues Leaf, 2002), mit Eddie Henderson, Avi Liebovich, Bob Ferrel, Craig Bailey, Jay Collins, John Di Martino, Lenny Argese, Dwayne Burno, Kevin Jones
- Renewal of the Spirit (Jazz Maniacs, 2005), mit Eddie Allen, Bobby Watson, Jay Collins, Dan Faulk, John Di Martino, Leon Lee Dorsey
- Onaje Allan Gumbs: Remember Their Innocence (2005)
- Organatomy (American Showplace, 2013), mit Bruce Williams, Kyle Koehler, Yotam Silberstein, sowie Claudio Roditi, Cafe
- Theme For Ms. P.  (2020)